# Hemlock (Ohio)
Pour les articles homonymes, voir Hemlock.
Hemlock est un village américain situé dans le comté de Perry, dans l'Ohio. Selon le recensement de 2020, sa population est de 142 habitants.